# Церковь Покрова Пресвятой Богородицы (Одоевщина)
Церковь Покрова Пресвятой Богородицы (Покровская церковь) — недействующий православный храм в селе Одоевщино Данковского района Липецкой области. Находится в частично разрушенном состоянии.
Главный престол был освящён в честь православного праздника Покрова Пресвятой Богородицы.

## История
Церковь Покрова Пресвятой Богородицы, находящаяся в селе Одоевщина (Покровское), расположенном при реке Вязовне, в качестве 

«новоселебного села»
 в вотчине Кравчего князя Василия Феодоровича Одоевского, упоминается в окладной книге, где показано, что относилось к приходу данной церкви:

«двор боярский, восемь дворов крестьянских, тридцать восемь дворов бобыльских, задворных людей два двора, да стольника князя Петра Хованского двор, да четыре двора бобыльских.

По сказке за рукою попа Наума и по досмотру старосты поповского попа Василия да сына боярского Данилы Клементьева да подьячего Ивана Никифорова обложена была эта церковь в 188 (1680) году февраля 16 день и доводится с сей церкви дани один рубль четыре алтына две деньги.»
Время построения вместо деревянной каменной Покровской церкви относится к первой половине XVIII столетия. Русское зодчество с элементами стилевых объёмно-пространственных композиций барокко. Построена на средства помещика князя Барятинского.
Здание включает квадратный в плане двусветный четверик основного объёма храма с полуциркульной в плане алтарной апсидой, прямоугольную в плане трапезную и двухъярусной колокольней. Характер архитектурных членений фасадов, асимметричное расположение оконных проемов, архаичный для первой половины XIX века декор свидетельствует о влиянии традиций московского зодчества XVII века. Вместе с тем, наличие восьмигранного сомкнутого свода с глухим барабаном главки по центру отражает влияние архитектуры барокко первой половины XVIII века: первый ярус колокольни квадратный в плане, второй ярус восьмигранный, шатровое завершение утрачено.
В 1884 году устроен был новый иконостас и церковь вторично освящена 10 сентября того же года. Каменная вокруг церкви ограда была устроена в 1850 году. Земли под церковью и кладбищем состояло ½ дес., усадебной 2 ¾ дес., пахотной 30 дес. 200 кв. саж. На эту землю имелся план и межевая книга, выданная в 1779 году 24 августа за № 25.
Прежде при Покровской церкви находилась богадельня на 5 человек, но на 1891 год других зданий кроме деревянной караулки уже не имелось.
В приходе при 187 дв. числилось м.п. 715, ж.п. 748, в том числе грамотных м.п. 174, ж.п. 82.
По штату 1873 года в причте положены 1 священник и 1 псаломщик.

### После 1917 года
Во времена Советской власти начались массовые гонения со стороны государственных органов на духовных лиц, а также была организована работа по изъятию церковных ценностей, по разрушению и перепрофилированию занимаемых ими зданий. Многие церкви были разрушены.
В 1918 году была закрыта, а потом и частично разрушена Покровская церковь в селе Одоевщина.
В 1970-е годы в целях дальнейшего улучшения дела по охране памятников архитектуры, Покровская церковь была отнесена к памятникам архитектуры РСФСР, подлежащих охране и имеющих государственное значение. Здание представляет значительный интерес как редкий для территории Липецкой области образец культового зодчества первой половины XVIII века, соединивший традиции русского зодчества с элементами стилевых объёмно-пространственной композиции барокко.

## Известные священнослужители
- Наум — упом. в 1680 г.
- Тимофей Симеонов (род. в 1710 г.)
- Игнатий Никитин (род. в 1772 г.)
- Симеон Иоаннов (род. в 1800 г.)
- Алексий Николаев (род. в 1819 г.)
- Николай Васильевич Перехвальский — упом. с 30 ноября 1832 г. по 1880 год.
- Василий Васильевич Зимин — сост. с 8 ноября 1880 года[3][4][9][10][11].

## Галерея
- Вид с юга, 2010 год[1]
- Вид внутри, 2010 год[1]